# Alb românesc
Alb românesc este un soi autohton de viță-de-vie.
Sinonime: Alb de Cetatea Albă, Alb de Akerman, Alb de Belgorod.

## Istoric
Se consideră că a apărut în epoca migraților, sau chiar înainte de acestea, în spațiul cuprins între Carpați și Nistru. Cultivat inițial în diferite părți ale Moldovei, cu timpul soiul a coborât în sud și s-a stabilit în plantațiile viticole din Țara de Jos. Deoarece se găsea mai mult în plantațiile zonei Cetatea Albă, soiul a primit mai întâi numele de Alb de Cetatea Albă. În 1844, ca urmare a cuceririi regiunii de către turci, soiul Alb de Cetatea Albă a devenit Alb de Akkerman. Câteva secole mai târziu, odată cu ocupația rusă la 1812 și cea sovietică la 1940 și 1944, soiul de struguri devine Alb de Belgogrod.
După caracterul morfologic, acesta face parte din același sortogrup (grupare de soiuri înrudite, rezultate prin mutații naturale) cu soiurile albe românești Cruciulița, Galbena Verde, Negru Românesc și Gordin, care astăzi aproape au dispărut din cultură. Alb Românesc are o creștere mică, lăstarii pot ajunge într-un an vegetativ până la 1,5-2 metri. Fiind un soi autofertil, deci neavând nevoie de polen de alte soiuri, el poate fi cultivat în plantații pure. Soiul este foarte productiv, ajungând în condiții normale la 16-20 tone la hectar. Studiile realizate în România au arătat că se poate ajunge aproximativ la o cantitate dublă, chiar și pe soluri nisipoase.
Coacerea are loc în mod normal în cursul lunii septembrie, dar culesul se poate efectua, acolo unde plantațiile sunt situate pe dealuri însorite și bine aerisite, și în luna octombrie. Totuși, în acest timp, strugurii nu își măresc prea mult cantitatea de zaharuri acumulată. Ciorchinii sunt uniaxiali, cilindrici sau cilindro-conici, de obicei aripați, având în medie 14cm lungime. În general, boabele sunt dese, dar nu bătute, au formă sferică, ușor ovoidă. La coacere, culoarea bobului devine verde-gălbui, iar miezul este zemos, nearomat cu gust ierbos. Strugurii acumulează între 140-190 g/l zaharuri, din care se obțin vinuri seci cu o tărie alcoolică mică (8-11 grade) și cu aciditate totală mai ridicată între 4-6 g/l.
Vinurile obținute se pot consuma ca atare sau pot intra în cupaj cu vinuri deficitare în aciditate. Datorită acidității naturale, albul românesc poate constitui un vin materie primă pentru prepararea spumantelor românești. Fiind un vin de cursă lungă, se recomandă la mâncăruri pe bază de pește, cum ar fi pește la grătar, aspic sau rasol. Poate fi asociat de asemenea cu telemea de vacă sau bivoliță. Aceste vinuri obținute din alb românesc constituie, la fel, o materie primă corespunzătoare pentru distilate.